# Серники (Вараський район)
Се́рники — село у Зарічненській громаді Вараського району Рівненської області України, лежить на березі Стубли, за 10 км від районного центру, з яким зв'язане автошляхом. Сільраді підпорядковані села Бір, Олександрове, Соломир.
Село відоме своїм населенням, понад 80% якого є нащадки шляхетського роду Полюховичів гербу Наленч. На сьогодні в селі проживають понад 2.5 тис. нащадків роду, зокорема 60 Іванів Івановичів Полюховичів. Односельці розрізняють їх за придомками — Ковпачок, Козачок, Ябетка, Льотчик, Ризикант. У 2011 році на виборах сільського голови балотувалися відразу 17 Полюховичів. Двоє з них були повними тезками — Іванами Івановичами, яких відрізняли лише за датою народження. Виборці просили внести у бюлетені прізвиська кандидатів Гринь і Кашовар.

## Історія
Перша згадка про село датована 1449 роком.
В 1918 році, за умовами Берестейського мирного договору, село, в складі Пінського повіту, відійшло до Української Народної Республіки. 
В 1920 році, по закінченні польсько-радянської війни, село, в складі повіту, увійшло до Поліського воєводства Польщі.
17 вересня 1939 року, внаслідок укладання пакту Молотова — Ріббентропа, село, разом з іншими західноукраїнськими землями, відійшло до СРСР.
В роки німецько-радянської війни 187 жителів села билися проти нацистів на фронтах та брали участь у партизанській боротьбі. Нагороджено 125 чоловік, загинуло від рук ворога 99.
Близько 30 чоловік влилися до партизанського загону ім. Ворошилова. Через село проходили з'єднання О. М. Сабурова, С. А. Ковпака. За підтримку партизанів нацисти спалили село, вбили 55 жителів.

### Сьогодення
Населення станом на 1 січня 2007 року становить 2716 чол. У селі є дві школи І і ІІІ ступенів, два клуби, бібліотека, відділення зв'язку, фельдшерсько-акушерський пункт.

## Пам'ятки
- Свято-Димитріївська церква (Серники)

## Населення
За переписом населення 2001 року в селі мешкало 2 680 осіб.

### Мова
Розподіл населення за рідною мовою за даними перепису 2001 року:
| Мова       | Відсоток |
| ---------- | -------- |
| українська | 98,96 %  |
| російська  | 0,78 %   |
| білоруська | 0,19 %   |
| молдовська | 0,04 %   |

## Відомі люди

### Народилися
- Боричевський Артем Іванович — Герой Радянського Союзу
- Войтович Валерій Миколайович — український письменник, художник, дослідник української міфології.
- Іван Полюхович — австралійський громадянин, що фігурував у гучній справі про злочини нацистів.[4]